# Deputati della XXVI legislatura del Regno d'Italia
Questo elenco riporta i nomi dei deputati della XXVI legislatura del Regno d'Italia.

## Consistenza dei gruppi
| Gruppo | Gruppo                | 1921 | 1922 |
| ------ | --------------------- | ---- | ---- |
|        | Socialista            | 123  | 123  |
|        | Popolare              | 107  | 107  |
|        | Democrazia Liberale   | 79   | 24   |
|        | Democrazia Sociale    | 65   | 41   |
|        | Fascista              | 36   | 32   |
|        | Agrario               | 26   | 23   |
|        | Socialisti Riformisti | 25   | 26   |
|        | Liberali Democratici  | 17   | 21   |
|        | Comunisti             | 15   | 15   |
|        | Nazionalisti          | 10   | 11   |
|        | Democrazia            | –    | 42   |
|        | Democrazia Italiana   | –    | 36   |
|        | Misto                 | 31   | 33   |
|        | • Repubblicani        | 8    | 8    |
|        | • Slavi               | 5    | 5    |
|        | • Tedeschi            | 4    | 4    |
|        | • Sardi d'Azione      | 4    | 4    |
|        | • Fascisti            | 1    | 1    |
|        | • Indipendenti        | 9    | 11   |

## Composizione storica
| Nominativo                         | Circoscrizione | Lista di elezione               | Classificazione lista   | Gruppo (partito) | Gruppo (partito)      |
| ---------------------------------- | -------------- | ------------------------------- | ----------------------- | ---------------- | --------------------- |
| Pietro Abbo                        | Genova         | Socialista ufficiale            | Socialista ufficiale    |                  | Socialista            |
| Angelo Abisso                      | Girgenti       | Alleanza democratica sociale    | Democratico-sociale     |                  | Democrazia Sociale    |
| Giacomo Acerbo                     | Aquila         | Costituzionale                  | Liberale                |                  | Fascista              |
| Giacomo Agnesi                     | Genova         | Popolare italiano               | Popolare                |                  | Popolare              |
| Gregorio Agnini                    | Parma          | Socialista ufficiale            | Socialista ufficiale    |                  | Socialista            |
| Emidio Agostinoni                  | Aquila         | Socialista ufficiale            | Socialista ufficiale    |                  | Socialista            |
| Giuseppe Albanese                  | Catanzaro      | Unione nazionale Democratica    | Liberale-democratico    |                  | Democrazia Sociale    |
| Luigi Albanese                     | Parenzo        | Blocco nazionale istriano       | Blocchi nazionali       |                  | Fascista              |
| Gino Aldi Mai                      | Siena          | Blocco nazionale                | Blocchi nazionali       |                  | Agrario               |
| Salvatore Aldisio                  | Girgenti       | Popolare italiano               | Popolare                |                  | Popolare              |
| Giulio Alessio                     | Padova         | Unione nazionale                | Blocchi nazionali       |                  | Democrazia Sociale    |
| Giovanni Alice                     | Novara         | Unione costituzionale           | Liberale                |                  | Agrario               |
| Francesco Amatucci                 | Benevento      | Democratico sociale             | Democratico-sociale     |                  | Democrazia Sociale    |
| Ersilio Ambrogi                    | Pisa           | Comunista                       | Comunista               |                  | Comunista             |
| Filippo Amedeo                     | Torino         | Socialista ufficiale            | Socialista ufficiale    |                  | Socialista            |
| Giovanni Amendola                  | Salerno        | Democratico liberale            | Liberale-democratico    |                  | Democrazia Liberale   |
| Giovanni Amici                     | Perugia        | Alleanza nazionale              | Blocchi nazionali       |                  | Democrazia Sociale    |
| Armando Angelini                   | Pisa           | Popolare italiano               | Popolare                |                  | Popolare              |
| Antonino Anile                     | Catanzaro      | Popolare italiano               | Popolare                |                  | Popolare              |
| Dante Argentieri                   | Parma          | Socialista ufficiale            | Socialista ufficiale    |                  | Socialista            |
| Guido Aroca                        | Cagliari       | Popolare italiano               | Popolare                |                  | Popolare              |
| Felice Assennato                   | Lecce          | Socialista ufficiale            | Socialista ufficiale    |                  | Socialista            |
| Felice Bacci                       | Firenze        | Popolare italiano               | Popolare                |                  | Popolare              |
| Gino Baglioni                      | Verona         | Socialista ufficiale            | Socialista ufficiale    |                  | Socialista            |
| Pietro Baldassare                  | Benevento      | Combattenti                     | Combattenti             |                  | Misto (Combattente)   |
| Gino Baldesi                       | Firenze        | Socialista ufficiale            | Socialista ufficiale    |                  | Socialista            |
| Nullo Baldini                      | Bologna        | Socialista ufficiale            | Socialista ufficiale    |                  | Socialista            |
| Angelo Banderali                   | Genova         | Popolare italiano               | Popolare                |                  | Popolare              |
| Giovanni Floriano Banelli          | Trieste        | Blocco nazionale triestino      | Blocchi nazionali       |                  | Fascista              |
| Leopoldo Baracco                   | Alessandria    | Popolare italiano               | Popolare                |                  | Popolare              |
| Arturo Baranzini                   | Como           | Popolare italiano               | Popolare                |                  | Popolare              |
| Adelchi Baratono                   | Genova         | Socialista ufficiale            | Socialista ufficiale    |                  | Socialista            |
| Alfredo Bartolomei                 | Benevento      | Democratico sociale             | Democratico-sociale     |                  | Democrazia Sociale    |
| Agostino Bassino                   | Aquila         | Costituzionale                  | Liberale                |                  | Democrazia Liberale   |
| Luigi Basso                        | Udine          | Socialista ufficiale            | Socialista ufficiale    |                  | Socialista            |
| Giovanni Baviera                   | Benevento      | Indipendenti                    | Economico               |                  | Misto                 |
| Ambrogio Belloni                   | Alessandria    | Comunista                       | Comunista               |                  | Comunista             |
| Pietro Bellotti                    | Milano         | Socialista ufficiale            | Socialista ufficiale    |                  | Socialista            |
| Bortolo Belotti                    | Brescia        | Blocco costituzionale           | Blocchi nazionali       |                  | Liberale Democratico  |
| Francesco Beltrami                 | Novara         | Socialista ufficiale            | Socialista ufficiale    |                  | Socialista            |
| Andrea Beltramini                  | Como           | Socialista ufficiale            | Socialista ufficiale    |                  | Socialista            |
| Tullio Benedetti                   | Pisa           | Liberale                        | Liberale                |                  | Democrazia Liberale   |
| Alberto Beneduce                   | Caserta        | Democratico sociale             | Democratico-sociale     |                  | Socialisti Riformisti |
| Giuseppe Beneduce                  | Napoli         | Liberale democratico            | Liberale-democratico    |                  | Democrazia Sociale    |
| Luigi Bennani                      | Ancona         | Socialista ufficiale            | Socialista ufficiale    |                  | Socialista            |
| Antonio Stefano Benni              | Milano         | Blocco nazionale                | Blocchi nazionali       |                  | Liberale Democratico  |
| Genuzio Bentini                    | Bologna        | Socialista ufficiale            | Socialista ufficiale    |                  | Socialista            |
| Adolfo Berardelli                  | Catanzaro      | Liberale democratico            | Liberale-democratico    |                  | Socialisti Riformisti |
| Guido Bergamo                      | Venezia        | Repubblicano                    | Repubblicano            |                  | Misto (PRI)           |
| Giovanni Bertini                   | Ancona         | Popolare italiano               | Popolare                |                  | Popolare              |
| Giovanni Battista Bertone          | Cuneo          | Popolare italiano               | Popolare                |                  | Popolare              |
| Giuseppe Bevione                   | Torino         | Blocco liberale democratico     | Liberale-democratico    |                  | Democrazia Liberale   |
| Carlo Giuseppe Bianchi             | Cuneo          | Democratico liberale            | Liberale-democratico    |                  | Democrazia Liberale   |
| Giuseppe Bianchi                   | Brescia        | Socialista ufficiale            | Socialista ufficiale    |                  | Socialista            |
| Umberto Bianchi                    | Pisa           | Socialista ufficiale            | Socialista ufficiale    |                  | Socialista            |
| Vincenzo Bianchi                   | Benevento      | Democratico sociale             | Democratico-sociale     |                  | Democrazia Sociale    |
| Giovanni Battista Biavaschi        | Udine          | Popolare italiano               | Popolare                |                  | Popolare              |
| Luigi Bilucaglia                   | Parenzo        | Blocco nazionale istriano       | Blocchi nazionali       |                  | Fascista              |
| Clodoaldo Binotti                  | Genova         | Socialista ufficiale            | Socialista ufficiale    |                  | Socialista            |
| Sesto Bisogni                      | Siena          | Socialista ufficiale            | Socialista ufficiale    |                  | Socialista            |
| Alessandro Bocconi                 | Ancona         | Socialista ufficiale            | Socialista ufficiale    |                  | Socialista            |
| Antonio Boggiano Pico              | Genova         | Popolare italiano               | Popolare                |                  | Popolare              |
| Edoardo Temistocle Bogianckino     | Bologna        | Socialista ufficiale            | Socialista ufficiale    |                  | Socialista            |
| Nicola Bombacci                    | Trieste        | Comunista                       | Comunista               |                  | Comunista             |
| Carlo Bonardi                      | Brescia        | Blocco costituzionale           | Blocchi nazionali       |                  | Democrazia Sociale    |
| Francesco Boncompagni Ludovisi     | Roma           | Popolare italiano               | Popolare                |                  | Popolare              |
| Ivanoe Bonomi                      | Mantova        | Blocco nazionale                | Blocchi nazionali       |                  | Socialisti Riformisti |
| Giambattista Bosco Lucarelli       | Benevento      | Popolare italiano               | Popolare                |                  | Popolare              |
| Luigi Bosi                         | Siena          | Socialista ufficiale            | Socialista ufficiale    |                  | Socialista            |
| Giuseppe Bottai                    | Roma           | Unione nazionale                | Blocchi nazionali       |                  | Fascista              |
| Corso Bovio                        | Napoli         | Socialista ufficiale            | Socialista ufficiale    |                  | Socialista            |
| Giovanni Braschi                   | Bologna        | Popolare italiano               | Popolare                |                  | Popolare              |
| Carlo Bresciani                    | Brescia        | Popolare italiano               | Popolare                |                  | Popolare              |
| Domenico Brezzi                    | Alessandria    | Blocco di difesa nazionale      | Blocchi nazionali       |                  | Democrazia Liberale   |
| Eugenio Broccardi                  | Genova         | Blocco nazionale                | Blocchi nazionali       |                  | Democrazia Liberale   |
| Tommaso Brunelli                   | Firenze        | Popolare italiano               | Popolare                |                  | Popolare              |
| Giovanni Brusasca                  | Alessandria    | Popolare italiano               | Popolare                |                  | Popolare              |
| Teodoro Bubbio                     | Cuneo          | Popolare italiano               | Popolare                |                  | Popolare              |
| Francesco Buffoni                  | Milano         | Socialista ufficiale            | Socialista ufficiale    |                  | Socialista            |
| Giuseppe Buonocore                 | Caserta        | Democratico liberale            | Liberale-democratico    |                  | Democrazia Liberale   |
| Bruno Buozzi                       | Napoli         | Socialista ufficiale            | Socialista ufficiale    |                  | Socialista            |
| Armando Bussi                      | Parma          | Socialista ufficiale            | Socialista ufficiale    |                  | Socialista            |
| Carlo Buttafochi                   | Mantova        | Blocco nazionale                | Blocchi nazionali       |                  | Fascista              |
| Gino Caccianiga                    | Venezia        | Unione nazionale                | Blocchi nazionali       |                  | Liberale Democratico  |
| Gelasio Caetani                    | Roma           | Unione nazionale                | Blocchi nazionali       |                  | Nazionalista          |
| Egisto Cagnoni                     | Milano         | Socialista ufficiale            | Socialista ufficiale    |                  | Socialista            |
| Emilio Caldara                     | Milano         | Socialista ufficiale            | Socialista ufficiale    |                  | Socialista            |
| Giovanni Calò                      | Lecce          | Liberale democratico            | Liberale-democratico    |                  | Democrazia Sociale    |
| Giovanni Camera                    | Salerno        | Democratico riformista          | Democratico-riformista  |                  | Socialisti Riformisti |
| Salvatore Camerata                 | Girgenti       | Alleanza democratica sociale    | Democratico-sociale     |                  | Agrario               |
| Vincenzo Camerini                  | Aquila         | Costituzionale                  | Liberale                |                  | Democrazia Liberale   |
| Romeo Campanini                    | Milano         | Socialista ufficiale            | Socialista ufficiale    |                  | Socialista            |
| Giuseppe Canepa                    | Genova         | Socialista autonomo             | Socialisti indipendenti |                  | Misto (Socialista)    |
| Emilio Canevari                    | Milano         | Socialista ufficiale            | Socialista ufficiale    |                  | Socialista            |
| Umberto Cao                        | Cagliari       | Partito sardo d'azione          | Combattenti             |                  | Misto (PSd'Az)        |
| Italo Capanni                      | Firenze        | Blocco nazionale                | Blocchi nazionali       |                  | Fascista              |
| Pietro Capasso                     | Salerno        | Democratico riformista          | Democratico-riformista  |                  | Socialisti Riformisti |
| Luigi Capitanio                    | Bari           | Blocco nazionale                | Blocchi nazionali       |                  | Democrazia Liberale   |
| Francesco Capobianco               | Salerno        | Democratico riformista          | Democratico-riformista  |                  | Socialisti Riformisti |
| Raffaele Caporali                  | Aquila         | Blocco nazionale di avanguardia | Liberale                |                  | Democrazia Sociale    |
| Innocenzo Cappa                    | Milano         | Blocco nazionale                | Blocchi nazionali       |                  | Misto                 |
| Paolo Cappa                        | Genova         | Popolare italiano               | Popolare                |                  | Popolare              |
| Giuseppe Maria Cappelleri          | Catanzaro      | Popolare italiano               | Popolare                |                  | Popolare              |
| Giuseppe Caradonna                 | Bari           | Blocco nazionale                | Blocchi nazionali       |                  | Fascista              |
| Aristide De Carapelle              | Caserta        | Popolare italiano               | Popolare                |                  | Popolare              |
| Luigi Carbonari                    | Trento         | Popolare italiano               | Popolare                |                  | Popolare              |
| Enrico Carboni Boj                 | Cagliari       | Blocco liberale                 | Blocchi nazionali       |                  | Democrazia Liberale   |
| Vincenzo Carboni                   | Roma           | Unione nazionale                | Blocchi nazionali       |                  | Democrazia Liberale   |
| Carlo Carnazza                     | Catania        | Democratico sociale             | Democratico-sociale     |                  | Democrazia Sociale    |
| Gabriello Carnazza                 | Catania        | Democratico sociale             | Democratico-sociale     |                  | Democrazia Sociale    |
| Mario Carusi                       | Benevento      | Combattenti                     | Combattenti             |                  | Misto (Combattente)   |
| Ugo Casalicchio                    | Padova         | Unione nazionale                | Blocchi nazionali       |                  | Agrario               |
| Giulio Casalini                    | Torino         | Socialista ufficiale            | Socialista ufficiale    |                  | Socialista            |
| Calogero Cascino                   | Girgenti       | Popolare italiano               | Popolare                |                  | Popolare              |
| Antonio Casertano                  | Caserta        | Fascio democratico              | Democratico-sociale     |                  | Democrazia Sociale    |
| Giuseppe Casoli                    | Parma          | Popolare italiano               | Popolare                |                  | Popolare              |
| Vito Catalani                      | Potenza        | Unione nazionale                | Liberale                |                  | Agrario               |
| Stefano Cavazzoni                  | Milano         | Popolare italiano               | Popolare                |                  | Popolare              |
| Giulio Cavina                      | Siena          | Socialista ufficiale            | Socialista ufficiale    |                  | Socialista            |
| Ferdinando Cazzamalli              | Mantova        | Socialista ufficiale            | Socialista ufficiale    |                  | Socialista            |
| Giovanni Celesia di Vegliasco      | Genova         | Blocco nazionale                | Blocchi nazionali       |                  | Fascista              |
| Guido Celli                        | Aquila         | Costituzionale                  | Liberale                |                  | Socialisti Riformisti |
| Francesco Cerabona                 | Potenza        | Unione nazionale                | Liberale                |                  | Socialisti Riformisti |
| Mario Cermenati                    | Como           | Blocco nazionale                | Blocchi nazionali       |                  | Democrazia Sociale    |
| Eugenio Chiesa                     | Pisa           | Repubblicano                    | Repubblicano            |                  | Misto (PRI)           |
| Giovanni Chiggiato                 | Venezia        | Unione nazionale                | Blocchi nazionali       |                  | Agrario               |
| Manfredo Chiostri                  | Firenze        | Blocco nazionale                | Blocchi nazionali       |                  | Fascista              |
| Costanzo Ciano                     | Pisa           | Blocco nazionale                | Blocchi nazionali       |                  | Fascista              |
| Anselmo Ciappi                     | Ancona         | Blocco nazionale                | Blocchi nazionali       |                  | Democrazia Liberale   |
| Giovanni Cicogna                   | Venezia        | Popolare italiano               | Popolare                |                  | Popolare              |
| Domenico Cigna                     | Girgenti       | Socialista ufficiale            | Socialista ufficiale    |                  | Socialista            |
| Mario Cingolani                    | Perugia        | Popolare italiano               | Popolare                |                  | Popolare              |
| Gaetano Ciocchi                    | Caserta        | Fascio democratico              | Democratico-sociale     |                  | Democrazia Liberale   |
| Marco Ciriani                      | Udine          | Concentrazione liberale Udinese | Liberale                |                  | Socialisti Riformisti |
| Giuseppe Cirincione                | Palermo        | Unione costituzionale           | Liberale                |                  | Agrario               |
| Francesco Cocco-Ortu               | Cagliari       | Blocco liberale                 | Blocchi nazionali       |                  | Democrazia Liberale   |
| Lorenzo Cocuzza                    | Catania        | Socialista riformista           | Democratico-riformista  |                  | Socialisti Riformisti |
| Alfredo Codacci Pisanelli          | Lecce          | Liberale democratico            | Liberale-democratico    |                  | Liberale Democratico  |
| Valentino Coda                     | Genova         | Blocco nazionale                | Blocchi nazionali       |                  | Fascista              |
| Napoleone Colajanni                | Girgenti       | Alleanza democratica sociale    | Democratico-sociale     |                  | Misto (PRI)           |
| Giovanni Antonio Colonna di Cesarò | Catania        | Unione nazionale                | Liberale                |                  | Democrazia Sociale    |
| Gaspare Colosimo                   | Catanzaro      | Unione nazionale Democratica    | Liberale-democratico    |                  | Democrazia Liberale   |
| Guido Compagna                     | Catanzaro      | Unione nazionale Democratica    | Liberale-democratico    |                  | Agrario               |
| Luigi Congiu                       | Cagliari       | Blocco liberale                 | Blocchi nazionali       |                  | Democrazia Liberale   |
| Giovanni Conti                     | Roma           | Repubblicano                    | Repubblicano            |                  | Misto (PRI)           |
| Luigi Corazzin                     | Venezia        | Popolare italiano               | Popolare                |                  | Popolare              |
| Ottavio Corgini                    | Parma          | Blocco nazionale                | Blocchi nazionali       |                  | Fascista              |
| Giovanni Battista Coris            | Verona         | Popolare italiano               | Popolare                |                  | Popolare              |
| Albano Corneli                     | Ancona         | Comunista                       | Comunista               |                  | Comunista             |
| Camillo Corradini                  | Aquila         | Costituzionale                  | Liberale                |                  | Democrazia Liberale   |
| Angelo Corsi                       | Cagliari       | Socialista ufficiale            | Socialista ufficiale    |                  | Socialista            |
| Giovanni Cosattini                 | Udine          | Socialista ufficiale            | Socialista ufficiale    |                  | Socialista            |
| Mariano Costa                      | Girgenti       | Socialista ufficiale            | Socialista ufficiale    |                  | Socialista            |
| Raffaele Cotugno                   | Bari           | Blocco nazionale                | Blocchi nazionali       |                  | Democrazia Sociale    |
| Michele Crisafulli Mondìo          | Catania        | Unione nazionale                | Liberale                |                  | Agrario               |
| Antonio Cristofori                 | Udine          | Concentrazione liberale Udinese | Liberale                |                  | Democrazia Sociale    |
| Ettore Croce                       | Bologna        | Comunista                       | Comunista               |                  | Comunista             |
| Carlo Cucca                        | Napoli         | Liberale democratico            | Liberale-democratico    |                  | Democrazia Sociale    |
| Giovanni Cuomo                     | Salerno        | Democratico liberale            | Liberale-democratico    |                  | Democrazia Liberale   |
| Francesco Curti                    | Verona         | Popolare italiano               | Popolare                |                  | Popolare              |
| Rosario Cutrufelli                 | Catania        | Democratico indipendente        | Liberale-democratico    |                  | Democrazia Sociale    |
| Francesco d'Alessio                | Potenza        | Unione nazionale                | Liberale                |                  | Democrazia Sociale    |
| Ludovico d'Aragona                 | Milano         | Socialista ufficiale            | Socialista ufficiale    |                  | Socialista            |
| Francesco Saverio d'Ayala          | Catania        | Unione nazionale                | Liberale                |                  | Nazionalista          |
| Luigi De Andreis                   | Ancona         | Repubblicano                    | Repubblicano            |                  | Misto (PRI)           |
| Carlo De Angelis                   | Roma           | Socialista ufficiale            | Socialista ufficiale    |                  | Socialista            |
| Vito De Bellis                     | Bari           | Indipendenti costituzionali     | Liberale                |                  | Democrazia Liberale   |
| Antonio De Berti                   | Parenzo        | Blocco nazionale istriano       | Blocchi nazionali       |                  | Socialisti Riformisti |
| Giuseppe De Capitani d'Arzago      | Milano         | Blocco nazionale                | Blocchi nazionali       |                  | Liberale Democratico  |
| Raffaele De Caro                   | Benevento      | Democratico sociale             | Democratico-sociale     |                  | Democrazia Sociale    |
| Ippolito Luigi De Cristofaro       | Catania        | Popolare italiano               | Popolare                |                  | Popolare              |
| Marino De Filippis Delfico         | Aquila         | Costituzionale                  | Liberale                |                  | Democrazia Liberale   |
| Alcide De Gasperi                  | Trento         | Popolare italiano               | Popolare                |                  | Popolare              |
| Alessandro De Giovanni             | Milano         | Socialista ufficiale            | Socialista ufficiale    |                  | Socialista            |
| Giovan Battista De Martini         | Alessandria    | Socialista ufficiale            | Socialista ufficiale    |                  | Socialista            |
| Giuseppe De Nava                   | Catanzaro      | Unione nazionale Democratica    | Liberale-democratico    |                  | Democrazia Liberale   |
| Enrico De Nicola                   | Napoli         | Liberale democratico            | Liberale-democratico    |                  | Democrazia Liberale   |
| Alberto De Stefani                 | Verona         | Fascista                        | Fascista                |                  | Fascista              |
| Cesare Maria De Vecchi             | Torino         | Blocco liberale democratico     | Liberale-democratico    |                  | Fascista              |
| Roberto De Vito                    | Aquila         | Costituzionale                  | Liberale                |                  | Democrazia Sociale    |
| Francesco Degni                    | Napoli         | Popolare italiano               | Popolare                |                  | Popolare              |
| Diego Del Bello                    | Ancona         | Socialista ufficiale            | Socialista ufficiale    |                  | Socialista            |
| Arnaldo Dello Sbarba               | Pisa           | Blocco nazionale                | Blocchi nazionali       |                  | Socialisti Riformisti |
| Filippo Dentice di Accadia         | Salerno        | Democratico riformista          | Democratico-riformista  |                  | Democrazia Sociale    |
| Amanto Di Fausto                   | Roma           | Popolare italiano               | Popolare                |                  | Popolare              |
| Eduardo Di Giovanni                | Catania        | Democratico sociale             | Democratico-sociale     |                  | Socialisti Riformisti |
| Alberto Di Marzo                   | Benevento      | Demo-riformista                 | Democratico-riformista  |                  | Democrazia Liberale   |
| Attilio Di Napoli                  | Potenza        | Socialista ufficiale            | Socialista ufficiale    |                  | Socialista            |
| Biagio Di Pietra                   | Girgenti       | Democratico riformista          | Democratico-riformista  |                  | Democrazia Sociale    |
| Vincenzo Di Salvo                  | Palermo        | Unione costituzionale           | Liberale                |                  | Liberale Democratico  |
| Giuseppe Di Vagno                  | Bari           | Socialista ufficiale            | Socialista ufficiale    |                  | Socialista            |
| Giuseppe Di Vittorio               | Bari           | Socialista ufficiale            | Socialista ufficiale    |                  | Socialista            |
| Pio Donati                         | Parma          | Socialista ufficiale            | Socialista ufficiale    |                  | Socialista            |
| Guido Donegani                     | Pisa           | Blocco nazionale                | Blocchi nazionali       |                  | Democrazia Liberale   |
| Aurelio Drago                      | Palermo        | Unione costituzionale           | Liberale                |                  | Socialisti Riformisti |
| Marziale Ducos                     | Brescia        | Blocco costituzionale           | Blocchi nazionali       |                  | Democrazia Liberale   |
| Enrico Dugoni                      | Mantova        | Socialista ufficiale            | Socialista ufficiale    |                  | Socialista            |
| Giuseppe Ellero                    | Udine          | Socialista ufficiale            | Socialista ufficiale    |                  | Socialista            |
| Andrea Ercolani                    | Bologna        | Socialista ufficiale            | Socialista ufficiale    |                  | Socialista            |
| Luigi Fabbri                       | Bologna        | Socialista ufficiale            | Socialista ufficiale    |                  | Socialista            |
| Luigi Facta                        | Torino         | Blocco liberale democratico     | Liberale-democratico    |                  | Democrazia Liberale   |
| Angelo Faggi                       | Parma          | Socialista ufficiale            | Socialista ufficiale    |                  | Socialista            |
| Alfredo Falcioni                   | Novara         | Unione costituzionale           | Liberale                |                  | Democrazia Liberale   |
| Luciano Fantoni                    | Udine          | Popolare italiano               | Popolare                |                  | Popolare              |
| Giuseppe Faranda                   | Catania        | Unione nazionale                | Liberale                |                  | Democrazia Sociale    |
| Roberto Farinacci                  | Mantova        | Blocco nazionale                | Blocchi nazionali       |                  | Fascista              |
| Mattia Farina                      | Salerno        | Popolare italiano               | Popolare                |                  | Popolare              |
| Francesco Farioli                  | Parma          | Popolare italiano               | Popolare                |                  | Popolare              |
| Pietro Faudella                    | Potenza        | Unione nazionale                | Liberale                |                  | Socialisti Riformisti |
| Egidio Fazio                       | Cuneo          | Democratico liberale            | Liberale-democratico    |                  | Democrazia Liberale   |
| Spartaco Fazzari                   | Catanzaro      | Unione nazionale Democratica    | Liberale-democratico    |                  | Democrazia Liberale   |
| Luigi Federzoni                    | Roma           | Unione nazionale                | Blocchi nazionali       |                  | Nazionalista          |
| Luigi Fera                         | Catanzaro      | Unione nazionale Democratica    | Liberale-democratico    |                  | Democrazia Sociale    |
| Antonio Ferrarese                  | Venezia        | Popolare italiano               | Popolare                |                  | Popolare              |
| Adolfo Ferrari                     | Parma          | Popolare italiano               | Popolare                |                  | Popolare              |
| Giovanni Ferrari                   | Mantova        | Blocco nazionale                | Blocchi nazionali       |                  | Agrario               |
| Enrico Ferri                       | Mantova        | Socialista ufficiale            | Socialista ufficiale    |                  | Socialista            |
| Leopoldo Ferri                     | Padova         | Popolare italiano               | Popolare                |                  | Popolare              |
| Giuseppe Filippini                 | Ancona         | Socialista ufficiale            | Socialista ufficiale    |                  | Socialista            |
| Andrea Finocchiaro Aprile          | Palermo        | Costituzionale democratico      | Liberale-democratico    |                  | Democrazia Liberale   |
| Emanuele Finocchiaro Aprile        | Catania        | Democratico sociale             | Democratico-sociale     |                  | Democrazia Sociale    |
| Francesco Saverio Fino             | Torino         | Popolare italiano               | Popolare                |                  | Popolare              |
| Aldo Finzi                         | Padova         | Unione nazionale                | Blocchi nazionali       |                  | Fascista              |
| Silvio Flor                        | Trento         | Socialista ufficiale            | Socialista ufficiale    |                  | Socialista            |
| Eugenio Florian                    | Venezia        | Socialista ufficiale            | Socialista ufficiale    |                  | Socialista            |
| Attilio Fontana                    | Milano         | Blocco nazionale                | Blocchi nazionali       |                  | Agrario               |
| Roberto Franceschi                 | Firenze        | Blocco nazionale                | Blocchi nazionali       |                  | Liberale Democratico  |
| Luigi Frontini                     | Firenze        | Socialista ufficiale            | Socialista ufficiale    |                  | Socialista            |
| Ottavio Frova                      | Venezia        | Popolare italiano               | Popolare                |                  | Popolare              |
| Luigi Fulci                        | Catania        | Democratico sociale             | Democratico-sociale     |                  | Democrazia Sociale    |
| Carlo Fumarola                     | Lecce          | Liberale democratico            | Liberale-democratico    |                  | Democrazia Sociale    |
| Mario Furgiuele                    | Catanzaro      | Liberale democratico            | Liberale-democratico    |                  | Democrazia Liberale   |
| Silvio Gai                         | Ancona         | Blocco nazionale                | Blocchi nazionali       |                  | Fascista              |
| Angelo Galeno                      | Venezia        | Socialista ufficiale            | Socialista ufficiale    |                  | Socialista            |
| Antonino Galfo Ruta                | Catania        | Democratico sociale             | Democratico-sociale     |                  | Democrazia Sociale    |
| Dante Gallani                      | Padova         | Socialista ufficiale            | Socialista ufficiale    |                  | Socialista            |
| Tito Galla                         | Verona         | Popolare italiano               | Popolare                |                  | Popolare              |
| Giuseppe Garibotti                 | Mantova        | Socialista ufficiale            | Socialista ufficiale    |                  | Socialista            |
| Fernando Garosi                    | Firenze        | Comunista                       | Comunista               |                  | Comunista             |
| Luigi Gasparotto                   | Milano         | Blocco nazionale                | Blocchi nazionali       |                  | Democrazia Sociale    |
| Barbato Gattelli                   | Bologna        | Blocco nazionale                | Blocchi nazionali       |                  | Fascista              |
| Giuseppe Gavazzeni                 | Brescia        | Popolare italiano               | Popolare                |                  | Popolare              |
| Egidio Gennari                     | Firenze        | Comunista                       | Comunista               |                  | Comunista             |
| Guido Giacometti                   | Verona         | Socialista ufficiale            | Socialista ufficiale    |                  | Socialista            |
| Callisto Giavazzi                  | Brescia        | Popolare italiano               | Popolare                |                  | Popolare              |
| Giovanni Giolitti                  | Cuneo          | Democratico liberale            | Liberale-democratico    |                  | Democrazia Liberale   |
| Giuseppe Girardini                 | Udine          | Concentrazione liberale Udinese | Liberale                |                  | Democrazia Sociale    |
| Vincenzo Giuffrida                 | Catania        | Democratico sociale             | Democratico-sociale     |                  | Democrazia Sociale    |
| Francesco Giunta                   | Trieste        | Blocco nazionale triestino      | Blocchi nazionali       |                  | Fascista              |
| Giovanni Giuriati                  | Venezia        | Unione nazionale                | Blocchi nazionali       |                  | Fascista              |
| Emo Gnudi                          | Novara         | Comunista                       | Comunista               |                  | Comunista             |
| Enrico Gonzales                    | Milano         | Socialista ufficiale            | Socialista ufficiale    |                  | Socialista            |
| Achille Grandi                     | Milano         | Popolare italiano               | Popolare                |                  | Popolare              |
| Dino Grandi                        | Bologna        | Blocco nazionale                | Blocchi nazionali       |                  | Fascista              |
| Rodolfo Grandi                     | Trento         | Popolare italiano               | Popolare                |                  | Popolare              |
| Giuseppe Grassi                    | Lecce          | Indipendenti                    | Liberale                |                  | Democrazia Liberale   |
| Ezio Maria Gray                    | Novara         | Unione costituzionale           | Liberale                |                  | Nazionalista          |
| Antonio Graziadei                  | Genova         | Comunista                       | Comunista               |                  | Comunista             |
| Silvestro Graziano                 | Catania        | Democratico                     | Liberale-democratico    |                  | Democrazia Liberale   |
| Paolo Greco                        | Caserta        | Democratico liberale            | Liberale-democratico    |                  | Nazionalista          |
| Lionello Groff                     | Trento         | Socialista ufficiale            | Socialista ufficiale    |                  | Socialista            |
| Giovanni Gronchi                   | Pisa           | Popolare italiano               | Popolare                |                  | Popolare              |
| Alessandro Guaccero                | Bari           | Blocco nazionale                | Blocchi nazionali       |                  | Agrario               |
| Ugo Guarienti                      | Verona         | Popolare italiano               | Popolare                |                  | Popolare              |
| Giovanni Guarino Amella            | Girgenti       | Alleanza democratica sociale    | Democratico-sociale     |                  | Democrazia Sociale    |
| Giorgio Guglielmi                  | Roma           | Unione nazionale                | Blocchi nazionali       |                  | Agrario               |
| Giovanni Battista Imberti          | Cuneo          | Popolare italiano               | Popolare                |                  | Popolare              |
| Alfonso Imperati                   | Napoli         | Fasci italiani di combattimento | Fascista                |                  | Misto (Fascista)      |
| Pasquale Improta                   | Napoli         | Liberale democratico            | Liberale-democratico    |                  | Democrazia Liberale   |
| Ferdinando Innamorati              | Perugia        | Socialista ufficiale            | Socialista ufficiale    |                  | Socialista            |
| Stefano Jacini                     | Como           | Popolare italiano               | Popolare                |                  | Popolare              |
| Vincenzo Janfolla                  | Potenza        | Democratico                     | Liberale-democratico    |                  | Democrazia Liberale   |
| Natale Krekich                     | Zara           | Unione nazionale                | Blocchi nazionali       |                  | Liberale Democratico  |
| Enrico La Loggia                   | Girgenti       | Democratico riformista          | Democratico-riformista  |                  | Socialisti Riformisti |
| Luigi La Rosa                      | Catania        | Popolare italiano               | Popolare                |                  | Popolare              |
| Arturo Labriola                    | Napoli         | Democratico sociale             | Democratico-sociale     |                  | Socialisti Riformisti |
| Virgilio Lancellotti               | Parma          | Blocco nazionale                | Blocchi nazionali       |                  | Fascista              |
| Luigi Lanfranconi                  | Milano         | Blocco nazionale                | Blocchi nazionali       |                  | Fascista              |
| Pietro Lanza di Scalea             | Palermo        | Agrario nazionale               | Economico               |                  | Agrario (PAS)         |
| Giuseppe Lanza di Trabia           | Palermo        | Unione costituzionale           | Liberale                |                  | Liberale Democratico  |
| Ignazio La Russa                   | Catanzaro      | Liberale democratico            | Liberale-democratico    |                  | Democrazia Liberale   |
| Giuseppe Lavrencic                 | Gorizia        | Concentrazione slava            | Slavi e tedeschi        |                  | Misto (Slavi)         |
| Costantino Lazzari                 | Mantova        | Socialista ufficiale            | Socialista ufficiale    |                  | Socialista            |
| Pietro Lissia                      | Cagliari       | Blocco liberale                 | Blocchi nazionali       |                  | Democrazia Sociale    |
| Giovanni Lo Monte                  | Palermo        | Agrario nazionale               | Economico               |                  | Agrario (PAS)         |
| Agostino Lo Piano                  | Girgenti       | Alleanza democratica sociale    | Democratico-sociale     |                  | Socialisti Riformisti |
| Giuseppe Locatelli                 | Brescia        | Popolare italiano               | Popolare                |                  | Popolare              |
| Filippo Lofaro                     | Catanzaro      | Combattenti                     | Combattenti             |                  | Democrazia Sociale    |
| Vittorio Lollini                   | Caserta        | Socialista ufficiale            | Socialista ufficiale    |                  | Socialista            |
| Nicola Lombardi                    | Catanzaro      | Unione nazionale Democratica    | Liberale-democratico    |                  | Socialisti Riformisti |
| Ettore Lombardo Pellegrino         | Catania        | Democratico                     | Liberale-democratico    |                  | Misto                 |
| Giovanni Maria Longinotti          | Brescia        | Popolare italiano               | Popolare                |                  | Popolare              |
| Emidio Lopardi                     | Aquila         | Socialista ufficiale            | Socialista ufficiale    |                  | Socialista            |
| Giovanni Lucangeli                 | Ancona         | Popolare italiano               | Popolare                |                  | Popolare              |
| Arnaldo Lucci                      | Napoli         | Socialista ufficiale            | Socialista ufficiale    |                  | Socialista            |
| Vito Luciani                       | Bari           | Blocco nazionale                | Blocchi nazionali       |                  | Democrazia Liberale   |
| Luigi Luiggi                       | Genova         | Blocco nazionale                | Blocchi nazionali       |                  | Nazionalista          |
| Dario Lupi                         | Siena          | Blocco nazionale                | Blocchi nazionali       |                  | Fascista              |
| Emilio Lussu                       | Cagliari       | Partito sardo d'azione          | Combattenti             |                  | Misto (PSd'Az)        |
| Arturo Luzzatto                    | Siena          | Blocco nazionale                | Blocchi nazionali       |                  | Democrazia Sociale    |
| Luigi Macchi                       | Catania        | Democratico sociale             | Democratico-sociale     |                  | Socialisti Riformisti |
| Cino Macrelli                      | Bologna        | Repubblicano                    | Repubblicano            |                  | Misto (PRI)           |
| Arturo Maestri                     | Brescia        | Socialista ufficiale            | Socialista ufficiale    |                  | Socialista            |
| Fabrizio Maffi                     | Novara         | Socialista ufficiale            | Socialista ufficiale    |                  | Socialista            |
| Michele Maitilasso                 | Bari           | Socialista ufficiale            | Socialista ufficiale    |                  | Socialista            |
| Domenico Majolo                    | Bari           | Socialista ufficiale            | Socialista ufficiale    |                  | Socialista            |
| Alberto Malatesta                  | Novara         | Socialista ufficiale            | Socialista ufficiale    |                  | Socialista            |
| Augusto Mancini                    | Pisa           | Blocco nazionale                | Blocchi nazionali       |                  | Democrazia Sociale    |
| Pietro Mancini                     | Catanzaro      | Socialista ufficiale            | Socialista ufficiale    |                  | Socialista            |
| Giovanni Manenti                   | Parma          | Popolare italiano               | Popolare                |                  | Popolare              |
| Vico Mantovani                     | Bologna        | Blocco nazionale                | Blocchi nazionali       |                  | Agrario               |
| Anselmo Marabini                   | Bologna        | Comunista                       | Comunista               |                  | Comunista             |
| Domenico Marchioro                 | Verona         | Socialista ufficiale            | Socialista ufficiale    |                  | Socialista            |
| Federico Marconcini                | Torino         | Popolare italiano               | Popolare                |                  | Popolare              |
| Arturo Marescalchi                 | Alessandria    | Blocco di difesa nazionale      | Blocchi nazionali       |                  | Agrario               |
| Antonio Marino                     | Bari           | Popolare italiano               | Popolare                |                  | Popolare              |
| Alessandro Mariotti                | Ancona         | Blocco nazionale                | Blocchi nazionali       |                  | Agrario               |
| Alessandro Marracino               | Benevento      | Democratico liberale            | Liberale-democratico    |                  | Democrazia Sociale    |
| Mario Augusto Martini              | Firenze        | Popolare italiano               | Popolare                |                  | Popolare              |
| Egilberto Martire                  | Roma           | Popolare italiano               | Popolare                |                  | Popolare              |
| Pasquale Masciantonio              | Aquila         | Costituzionale                  | Liberale                |                  | Democrazia Liberale   |
| Pietro Mastino                     | Cagliari       | Partito sardo d'azione          | Combattenti             |                  | Misto (PSd'Az)        |
| Enrico Mastracchi                  | Catanzaro      | Socialista ufficiale            | Socialista ufficiale    |                  | Socialista            |
| Pasquale Materi                    | Potenza        | Unione nazionale                | Liberale                |                  | Democrazia Liberale   |
| Paolo Mattei Gentili               | Ancona         | Popolare italiano               | Popolare                |                  | Popolare              |
| Giacomo Matteotti                  | Padova         | Socialista ufficiale            | Socialista ufficiale    |                  | Socialista            |
| Agostino Mattoli                   | Perugia        | Alleanza nazionale              | Blocchi nazionali       |                  | Democrazia Liberale   |
| Angelo Mauri                       | Milano         | Popolare italiano               | Popolare                |                  | Popolare              |
| Clemente Mauro                     | Salerno        | Democratico liberale            | Liberale-democratico    |                  | Democrazia Liberale   |
| Francesco Mauro                    | Milano         | Popolare italiano               | Popolare                |                  | Popolare              |
| Eugenio Maury di Morancez          | Bari           | Blocco nazionale                | Blocchi nazionali       |                  | Agrario               |
| Basilio Mazzarella                 | Caserta        | Democratico sociale             | Democratico-sociale     |                  | Democrazia Sociale    |
| Giuseppe Mazzini                   | Torino         | Blocco liberale democratico     | Liberale-democratico    |                  | Liberale Democratico  |
| Ulderico Mazzolani                 | Bologna        | Repubblicano                    | Repubblicano            |                  | Misto (PRI)           |
| Nino Mazzoni                       | Parma          | Socialista ufficiale            | Socialista ufficiale    |                  | Socialista            |
| Ettore Mazzucco                    | Alessandria    | Blocco di difesa nazionale      | Blocchi nazionali       |                  | Fascista              |
| Filippo Meda                       | Milano         | Popolare italiano               | Popolare                |                  | Popolare              |
| Vincenzo Mendaia                   | Potenza        | Democratico                     | Liberale-democratico    |                  | Democrazia Liberale   |
| Giovanni Merizzi                   | Como           | Popolare italiano               | Popolare                |                  | Popolare              |
| Umberto Merlin                     | Padova         | Popolare italiano               | Popolare                |                  | Popolare              |
| Giovanni Merloni                   | Siena          | Socialista ufficiale            | Socialista ufficiale    |                  | Socialista            |
| Francesco Miceli Picardi           | Catanzaro      | Popolare italiano               | Popolare                |                  | Popolare              |
| Giuseppe Micheli                   | Parma          | Popolare italiano               | Popolare                |                  | Popolare              |
| Guido Miglioli                     | Mantova        | Popolare italiano               | Popolare                |                  | Popolare              |
| Fulvio Milani                      | Bologna        | Popolare italiano               | Popolare                |                  | Popolare              |
| Giambattista Miliani               | Ancona         | Liberale democratico            | Liberale-democratico    |                  | Democrazia Liberale   |
| Giuseppe Mingrino                  | Pisa           | Socialista ufficiale            | Socialista ufficiale    |                  | Socialista            |
| Federico Mininni                   | Bari           | Blocco nazionale                | Blocchi nazionali       |                  | Democrazia Liberale   |
| Francesco Misiano                  | Torino         | Comunista                       | Comunista               |                  | Comunista             |
| Alfredo Misuri                     | Perugia        | Alleanza nazionale              | Blocchi nazionali       |                  | Fascista              |
| Giuseppe Emanuele Modigliani       | Pisa           | Socialista ufficiale            | Socialista ufficiale    |                  | Socialista            |
| Enrico Molè                        | Catanzaro      | Unione nazionale Democratica    | Liberale-democratico    |                  | Socialisti Riformisti |
| Riccardo Momigliano                | Como           | Socialista ufficiale            | Socialista ufficiale    |                  | Socialista            |
| Giovanni Monici                    | Roma           | Socialista ufficiale            | Socialista ufficiale    |                  | Socialista            |
| Luigi Montemartini                 | Milano         | Socialista ufficiale            | Socialista ufficiale    |                  | Socialista            |
| Giorgio Montini                    | Brescia        | Popolare italiano               | Popolare                |                  | Popolare              |
| Oddino Morgari                     | Torino         | Socialista ufficiale            | Socialista ufficiale    |                  | Socialista            |
| Emilio Morini                      | Milano         | Socialista ufficiale            | Socialista ufficiale    |                  | Socialista            |
| Teodoro Morisani                   | Caserta        | Democratico liberale            | Liberale-democratico    |                  | Democrazia Liberale   |
| Diego Murgia                       | Cagliari       | Blocco liberale                 | Blocchi nazionali       |                  | Democrazia Liberale   |
| Elia Musatti                       | Venezia        | Socialista ufficiale            | Socialista ufficiale    |                  | Socialista            |
| Benito Mussolini                   | Milano         | Blocco nazionale                | Blocchi nazionali       |                  | Fascista              |
| Nunzio Nasi                        | Girgenti       | Unione democratica              | Liberale-democratico    |                  | Democrazia Sociale    |
| Adolfo Negretti                    | Siena          | Popolare italiano               | Popolare                |                  | Popolare              |
| Aldo Netti                         | Perugia        | Alleanza nazionale              | Blocchi nazionali       |                  | Democrazia Sociale    |
| Francesco Saverio Nitti            | Potenza        | Democratico                     | Liberale-democratico    |                  | Misto                 |
| Tito Oro Nobili                    | Perugia        | Socialista ufficiale            | Socialista ufficiale    |                  | Socialista            |
| Angelo Noseda                      | Como           | Socialista ufficiale            | Socialista ufficiale    |                  | Socialista            |
| Pietro Novasio                     | Torino         | Popolare italiano               | Popolare                |                  | Popolare              |
| Gino Jacopo Olivetti               | Torino         | Blocco liberale democratico     | Liberale-democratico    |                  | Democrazia Liberale   |
| Edoardo Ollandini                  | Genova         | Blocco nazionale                | Blocchi nazionali       |                  | Democrazia Sociale    |
| Paolo Orano                        | Cagliari       | Partito sardo d'azione          | Combattenti             |                  | Misto (PSd'Az)        |
| Vittorio Emanuele Orlando          | Palermo        | Unione costituzionale           | Liberale                |                  | Democrazia Liberale   |
| Filippo Ostinelli                  | Como           | Blocco nazionale                | Blocchi nazionali       |                  | Fascista              |
| Aldo Oviglio                       | Bologna        | Blocco nazionale                | Blocchi nazionali       |                  | Fascista              |
| Giulio Padulli                     | Como           | Popolare italiano               | Popolare                |                  | Popolare              |
| Vincenzo Pagella                   | Torino         | Socialista ufficiale            | Socialista ufficiale    |                  | Socialista            |
| Giovanni Paleari                   | Milano         | Popolare italiano               | Popolare                |                  | Popolare              |
| Giovanni Pallastrelli              | Parma          | Blocco nazionale                | Blocchi nazionali       |                  | Democrazia Liberale   |
| Ferdinando Palma                   | Napoli         | Democratico sociale             | Democratico-sociale     |                  | Democrazia Liberale   |
| Gino Panebianco                    | Padova         | Socialista ufficiale            | Socialista ufficiale    |                  | Socialista            |
| Stefano Paolino                    | Cuneo          | Socialista ufficiale            | Socialista ufficiale    |                  | Socialista            |
| Raffaele Paolucci                  | Aquila         | Costituzionale                  | Liberale                |                  | Nazionalista          |
| Giuseppe Paratore                  | Catania        | Democratico sociale             | Democratico-sociale     |                  | Democrazia Liberale   |
| Luigi Pascale                      | Benevento      | Democratico sociale             | Democratico-sociale     |                  | Democrazia Sociale    |
| Rosario Pasqualino Vassallo        | Girgenti       | Alleanza democratica sociale    | Democratico-sociale     |                  | Democrazia Sociale    |
| Camillo Peano                      | Cuneo          | Democratico liberale            | Liberale-democratico    |                  | Democrazia Liberale   |
| Antonino Pecoraro Lombardo         | Palermo        | Popolare italiano               | Popolare                |                  | Popolare              |
| Giuseppe Pellegrino                | Lecce          | Liberale democratico            | Liberale-democratico    |                  | Democrazia Liberale   |
| Achille Pellizzari                 | Genova         | Popolare italiano               | Popolare                |                  | Popolare              |
| Filippo Pennavaria                 | Catania        | Democratico sociale             | Democratico-sociale     |                  | Democrazia Sociale    |
| Giovanni Persico                   | Caserta        | Fascio democratico              | Democratico-sociale     |                  | Democrazia Sociale    |
| Giovanni Pesante                   | Parenzo        | Blocco nazionale istriano       | Blocchi nazionali       |                  | Liberale Democratico  |
| Antonio Pestalozza                 | Novara         | Popolare italiano               | Popolare                |                  | Popolare              |
| Teofilo Petriella                  | Benevento      | Popolare italiano               | Popolare                |                  | Popolare              |
| Alfredo Petrillo                   | Benevento      | Demo-riformista                 | Democratico-riformista  |                  | Liberale Democratico  |
| Agostino Peverini                  | Ancona         | Popolare italiano               | Popolare                |                  | Popolare              |
| Angelo Pezzullo                    | Napoli         | Liberale democratico            | Liberale-democratico    |                  | Democrazia Liberale   |
| Dino Philipson                     | Firenze        | Blocco nazionale                | Blocchi nazionali       |                  | Democrazia Liberale   |
| Camillo Piatti                     | Parma          | Blocco nazionale                | Blocchi nazionali       |                  | Democrazia Liberale   |
| Ottorino Piccinato                 | Padova         | Unione nazionale                | Blocchi nazionali       |                  | Fascista              |
| Guido Picelli                      | Parma          | Socialista ufficiale            | Socialista ufficiale    |                  | Socialista            |
| Giuseppe Piemonte                  | Udine          | Socialista ufficiale            | Socialista ufficiale    |                  | Socialista            |
| Gaetano Pieraccini                 | Firenze        | Socialista ufficiale            | Socialista ufficiale    |                  | Socialista            |
| Michele Pietravalle                | Benevento      | Democratico liberale            | Liberale-democratico    |                  | Democrazia Sociale    |
| Guido Pighetti                     | Perugia        | Alleanza nazionale              | Blocchi nazionali       |                  | Fascista              |
| Clemente Piscitelli                | Caserta        | Popolare italiano               | Popolare                |                  | Popolare              |
| Ernesto Pistoia                    | Alessandria    | Socialista ufficiale            | Socialista ufficiale    |                  | Socialista            |
| Edoardo Piva                       | Padova         | Popolare italiano               | Popolare                |                  | Popolare              |
| Francesco Pivano                   | Cuneo          | Democratico liberale            | Liberale-democratico    |                  | Democrazia Liberale   |
| Carlo Podgornik                    | Gorizia        | Concentrazione slava            | Slavi e tedeschi        |                  | Misto (Slavi)         |
| Antonio Pogatschnig                | Parenzo        | Blocco nazionale istriano       | Blocchi nazionali       |                  | Liberale Democratico  |
| Michelino Poggi                    | Genova         | Blocco nazionale                | Blocchi nazionali       |                  | Democrazia Liberale   |
| Giovanni Porzio                    | Napoli         | Liberale democratico            | Liberale-democratico    |                  | Democrazia Liberale   |
| Enrico Presutti                    | Benevento      | Democratico liberale            | Liberale-democratico    |                  | Democrazia Sociale    |
| Urbano Benigno Prunotto            | Cuneo          | Agrario                         | Economico               |                  | Misto                 |
| Giuseppe Pucci di Benisichi        | Palermo        | Agrario nazionale               | Economico               |                  | Agrario (PAS)         |
| Felice Quaglino                    | Novara         | Socialista ufficiale            | Socialista ufficiale    |                  | Socialista            |
| Carlo Alberto Quilico              | Torino         | Blocco liberale democratico     | Liberale-democratico    |                  | Agrario               |
| Pietro Rabezzana                   | Torino         | Comunista                       | Comunista               |                  | Comunista             |
| Giovanni Raineri                   | Parma          | Blocco nazionale                | Blocchi nazionali       |                  | Democrazia Liberale   |
| Secondo Ramella                    | Novara         | Socialista ufficiale            | Socialista ufficiale    |                  | Socialista            |
| Vito Reale                         | Potenza        | Democratico                     | Liberale-democratico    |                  | Socialisti Riformisti |
| Duilio Remondino                   | Alessandria    | Comunista                       | Comunista               |                  | Comunista             |
| Salvatore Renda                    | Catanzaro      | Unione nazionale Democratica    | Liberale-democratico    |                  | Democrazia Liberale   |
| Luigi Repossi                      | Milano         | Comunista                       | Comunista               |                  | Comunista             |
| Edoardo Reuth Nicolussi            | Bolzano        | Blocco dei partiti tedeschi     | Slavi e tedeschi        |                  | Misto (Tedeschi)      |
| Vincenzo Riccio                    | Aquila         | Costituzionale                  | Liberale                |                  | Liberale Democratico  |
| Giuseppe Roberti                   | Verona         | Popolare italiano               | Popolare                |                  | Popolare              |
| Marco Rocco di Torrepadula         | Napoli         | Popolare italiano               | Popolare                |                  | Popolare              |
| Alfredo Rocco                      | Roma           | Unione nazionale                | Blocchi nazionali       |                  | Nazionalista          |
| Giulio Rodinò                      | Napoli         | Popolare italiano               | Popolare                |                  | Popolare              |
| Pietro Romani                      | Trento         | Popolare italiano               | Popolare                |                  | Popolare              |
| Giuseppe Romita                    | Torino         | Socialista ufficiale            | Socialista ufficiale    |                  | Socialista            |
| Dino Rondani                       | Novara         | Socialista ufficiale            | Socialista ufficiale    |                  | Socialista            |
| Giovanni Rosadi                    | Firenze        | Blocco nazionale                | Blocchi nazionali       |                  | Democrazia Liberale   |
| Italo Rosa                         | Padova         | Popolare italiano               | Popolare                |                  | Popolare              |
| Cesare Rossi di Montelera          | Torino         | Blocco liberale democratico     | Liberale-democratico    |                  | Democrazia Liberale   |
| Francesco Rossi                    | Genova         | Socialista ufficiale            | Socialista ufficiale    |                  | Socialista            |
| Luigi Rossi                        | Verona         | Costituzionale                  | Liberale                |                  | Democrazia Liberale   |
| Aldo Rossini                       | Novara         | Unione costituzionale           | Liberale                |                  | Democrazia Sociale    |
| Alfonso Rubilli                    | Benevento      | Democratico sociale             | Democratico-sociale     |                  | Democrazia Sociale    |
| Francesco Ruschi                   | Pisa           | Blocco nazionale                | Blocchi nazionali       |                  | Agrario               |
| Vincenzo Luigi Saitta              | Catania        | Democratico sociale             | Democratico-sociale     |                  | Socialisti Riformisti |
| Antonio Salandra                   | Bari           | Blocco nazionale                | Blocchi nazionali       |                  | Liberale Democratico  |
| Guido Salvadori                    | Brescia        | Popolare italiano               | Popolare                |                  | Popolare              |
| Alfonso Salvalai                   | Verona         | Socialista ufficiale            | Socialista ufficiale    |                  | Socialista            |
| Guglielmo Sandroni                 | Venezia        | Popolare italiano               | Popolare                |                  | Misto (Popolare)      |
| Alfredo Sandulli                   | Napoli         | Democratico sociale             | Democratico-sociale     |                  | Socialisti Riformisti |
| Giuseppe Sanna Randaccio           | Cagliari       | Blocco liberale                 | Blocchi nazionali       |                  | Democrazia Sociale    |
| Giuseppe Sardelli                  | Roma           | Socialista ufficiale            | Socialista ufficiale    |                  | Socialista            |
| Alessandro Sardi                   | Aquila         | Costituzionale                  | Liberale                |                  | Fascista              |
| Gino Sarrocchi                     | Siena          | Blocco nazionale                | Blocchi nazionali       |                  | Liberale Democratico  |
| Giuseppe Sbaraglini                | Perugia        | Socialista ufficiale            | Socialista ufficiale    |                  | Socialista            |
| Giovanni Scagliotti                | Milano         | Socialista ufficiale            | Socialista ufficiale    |                  | Socialista            |
| Virgilio Scek                      | Gorizia        | Concentrazione slava            | Slavi e tedeschi        |                  | Misto (Slavi)         |
| Giuseppe Scialabba                 | Palermo        | Unione costituzionale           | Liberale                |                  | Democrazia Sociale    |
| Giacomo Scotti                     | Alessandria    | Popolare italiano               | Popolare                |                  | Popolare              |
| Francesco Sensi                    | Catanzaro      | Popolare italiano               | Popolare                |                  | Popolare              |
| Nicola Serra                       | Catanzaro      | Unione nazionale Democratica    | Liberale-democratico    |                  | Democrazia Sociale    |
| Luigi Siciliani                    | Catanzaro      | Combattenti                     | Combattenti             |                  | Nazionalista          |
| Agostino Signorini                 | Siena          | Popolare italiano               | Popolare                |                  | Popolare              |
| Erminio Sipari                     | Aquila         | Costituzionale                  | Liberale                |                  | Democrazia Sociale    |
| Pietro Sitta                       | Bologna        | Blocco nazionale                | Blocchi nazionali       |                  | Democrazia Liberale   |
| Filiberto Smorti                   | Firenze        | Socialista ufficiale            | Socialista ufficiale    |                  | Socialista            |
| Marcello Soleri                    | Cuneo          | Democratico liberale            | Liberale-democratico    |                  | Democrazia Liberale   |
| Francesco Sorge                    | Girgenti       | Alleanza democratica sociale    | Democratico-sociale     |                  | Democrazia Sociale    |
| Ulisse Stanger                     | Parenzo        | Concentrazione Slava            | Slavi e tedeschi        |                  | Misto (Slavi)         |
| Domenico Andrea Spada              | Bari           | Blocco nazionale                | Blocchi nazionali       |                  | Agrario               |
| Antonio Spagnoli                   | Como           | Socialista ufficiale            | Socialista ufficiale    |                  | Socialista            |
| Serafino Speranza                  | Aquila         | Popolare italiano               | Popolare                |                  | Popolare              |
| Baldassarre Squitti                | Catanzaro      | Liberale democratico            | Liberale-democratico    |                  | Democrazia Liberale   |
| Girolamo Stancanelli               | Catania        | Unione nazionale                | Liberale                |                  | Democrazia Sociale    |
| Evaristo Stefini                   | Brescia        | Popolare italiano               | Popolare                |                  | Popolare              |
| Albino Ottavio Stella              | Torino         | Popolare italiano               | Popolare                |                  | Popolare              |
| Fulvio Suvich                      | Trieste        | Blocco nazionale triestino      | Blocchi nazionali       |                  | Nazionalista          |
| Enrico Tamanini                    | Trento         | Popolare italiano               | Popolare                |                  | Popolare              |
| Paolo Tamborino                    | Lecce          | Liberale democratico            | Liberale-democratico    |                  | Democrazia Liberale   |
| Vincenzo Tangorra                  | Pisa           | Popolare italiano               | Popolare                |                  | Popolare              |
| Francesco Tassinari                | Alessandria    | Socialista ufficiale            | Socialista ufficiale    |                  | Socialista            |
| Francesco Termini                  | Palermo        | Popolare italiano               | Popolare                |                  | Popolare              |
| Michele Terzaghi                   | Parma          | Blocco nazionale                | Blocchi nazionali       |                  | Fascista              |
| Antonio Teso                       | Verona         | Costituzionale                  | Liberale                |                  | Democrazia Liberale   |
| Tiziano Tessitori                  | Udine          | Popolare italiano               | Popolare                |                  | Popolare              |
| Domenico Tinozzi                   | Aquila         | Costituzionale                  | Liberale                |                  | Democrazia Liberale   |
| Karl Tinzl                         | Bolzano        | Blocco dei partiti tedeschi     | Slavi e tedeschi        |                  | Misto (Tedeschi)      |
| Mario Todeschini                   | Verona         | Socialista ufficiale            | Socialista ufficiale    |                  | Socialista            |
| Giovanni Tofani                    | Ancona         | Blocco nazionale                | Blocchi nazionali       |                  | Democrazia Sociale    |
| Friedrich Toggenburg               | Bolzano        | Blocco dei partiti tedeschi     | Slavi e tedeschi        |                  | Misto (Tedeschi)      |
| Donato Antonio Tommasi             | Lecce          | Popolare italiano               | Popolare                |                  | Popolare              |
| Tommaso Tonello                    | Venezia        | Socialista ufficiale            | Socialista ufficiale    |                  | Socialista            |
| Andrea Torre                       | Salerno        | Democratico liberale            | Liberale-democratico    |                  | Democrazia Liberale   |
| Edoardo Torre                      | Alessandria    | Blocco di difesa nazionale      | Blocchi nazionali       |                  | Fascista              |
| Giuseppe Toscano                   | Catania        | Riformista di Messina           | Democratico-riformista  |                  | Socialisti Riformisti |
| Fulco Tosti di Valminuta           | Caserta        | Democratico liberale            | Liberale-democratico    |                  | Liberale Democratico  |
| Livio Tovini                       | Udine          | Popolare italiano               | Popolare                |                  | Popolare              |
| Claudio Treves                     | Milano         | Socialista ufficiale            | Socialista ufficiale    |                  | Socialista            |
| Domenico Tripepi                   | Catanzaro      | Combattenti                     | Combattenti             |                  | Democrazia Sociale    |
| Francesco Troilo                   | Lecce          | Liberale democratico            | Liberale-democratico    |                  | Democrazia Liberale   |
| Mario Trozzi                       | Aquila         | Socialista ufficiale            | Socialista ufficiale    |                  | Socialista            |
| Leopoldo Tumiati                   | Bologna        | Blocco nazionale                | Blocchi nazionali       |                  | Democrazia Sociale    |
| Giuseppe Tuntar                    | Gorizia        | Comunista                       | Comunista               |                  | Comunista             |
| Umberto Tupini                     | Ancona         | Popolare italiano               | Popolare                |                  | Popolare              |
| Filippo Turati                     | Milano         | Socialista ufficiale            | Socialista ufficiale    |                  | Socialista            |
| Giovanni Uberti                    | Verona         | Popolare italiano               | Popolare                |                  | Popolare              |
| Filippo Ungaro                     | Bari           | Blocco nazionale                | Blocchi nazionali       |                  | Democrazia Sociale    |
| Vincenzo Vacirca                   | Catania        | Socialista ufficiale            | Socialista ufficiale    |                  | Socialista            |
| Francesco Vairo                    | Salerno        | Democratico riformista          | Democratico-riformista  |                  | Democrazia Sociale    |
| Ettore Valentini                   | Bari           | Blocco nazionale                | Blocchi nazionali       |                  | Democrazia Liberale   |
| Luciano Valentini                  | Perugia        | Alleanza nazionale              | Blocchi nazionali       |                  | Agrario               |
| Antonio Vallone                    | Lecce          | Indipendenti                    | Liberale                |                  | Misto (PRI)           |
| Ernesto Vassallo                   | Girgenti       | Popolare italiano               | Popolare                |                  | Popolare              |
| Arturo Vella                       | Bari           | Socialista ufficiale            | Socialista ufficiale    |                  | Socialista            |
| Ferdinando Veneziale               | Benevento      | Democratico liberale            | Liberale-democratico    |                  | Democrazia Sociale    |
| Pier Gaetano Venino                | Como           | Blocco nazionale                | Blocchi nazionali       |                  | Agrario               |
| Lorenzo Ventavoli                  | Pisa           | Socialista ufficiale            | Socialista ufficiale    |                  | Socialista            |
| Gaetano Verdirame                  | Girgenti       | Democratico liberale            | Liberale-democratico    |                  | Democrazia Liberale   |
| Marco Arturo Vicini                | Parma          | Blocco nazionale                | Blocchi nazionali       |                  | Fascista              |
| Bruno Villabruna                   | Torino         | Blocco liberale democratico     | Liberale-democratico    |                  | Democrazia Liberale   |
| Domenico Viotto                    | Brescia        | Socialista ufficiale            | Socialista ufficiale    |                  | Socialista            |
| Francesco Visco                    | Napoli         | Liberale democratico            | Liberale-democratico    |                  | Democrazia Liberale   |
| Achille Visocchi                   | Caserta        | Democratico liberale            | Liberale-democratico    |                  | Democrazia Liberale   |
| Pasquale Vittoria                  | Benevento      | Combattenti                     | Combattenti             |                  | Democrazia Sociale    |
| Giulio Volpi                       | Roma           | Socialista ufficiale            | Socialista ufficiale    |                  | Socialista            |
| Volpino Volpini                    | Ancona         | Blocco nazionale                | Blocchi nazionali       |                  | Agrario               |
| Wilhelm Walther                    | Bolzano        | Blocco dei partiti tedeschi     | Slavi e tedeschi        |                  | Misto (Tedeschi)      |
| Giuseppe Wilfan                    | Gorizia        | Concentrazione slava            | Slavi e tedeschi        |                  | Misto (Slavi)         |
| Giovanni Zaccone                   | Cuneo          | Popolare italiano               | Popolare                |                  | Popolare              |
| Francesco Zanardi                  | Bologna        | Socialista ufficiale            | Socialista ufficiale    |                  | Socialista            |
| Tito Zaniboni                      | Udine          | Socialista ufficiale            | Socialista ufficiale    |                  | Socialista            |
| Carlo Zanzi                        | Alessandria    | Socialista ufficiale            | Socialista ufficiale    |                  | Socialista            |
| Raffaele Zegretti                  | Roma           | Unione nazionale                | Blocchi nazionali       |                  | Democrazia Liberale   |
| Carlo Zilocchi                     | Brescia        | Socialista ufficiale            | Socialista ufficiale    |                  | Socialista            |
| Gaetano Zirardini                  | Bologna        | Socialista ufficiale            | Socialista ufficiale    |                  | Socialista            |
| Carlo Zucchini                     | Bologna        | Popolare italiano               | Popolare                |                  | Popolare              |

## Surrogazione dei candidati plurieletti
| Plurieletto                      | Surrogante         | Circoscrizione | Gruppo (partito) surrogante | Gruppo (partito) surrogante |
| -------------------------------- | ------------------ | -------------- | --------------------------- | --------------------------- |
| Luigi Gasparotto                 | Antonio Cristofori | Udine          |                             | Democrazia Sociale          |
| Costantino Lazzari               | Ludovico D'Aragona | Milano         |                             | Socialista                  |
| Umberto Merlin                   | Antonio Ferrarese  | Venezia        |                             | Popolare italiano           |
| Benito Mussolini                 | Barbato Gattelli   | Bologna        |                             | Fascista                    |
| Raffaele Paolucci (Nazionalista) | Alfonso Imperati   | Aquila         |                             | Misto (Fascista)            |
| Enrico Presutti                  | Carlo Cucca        | Napoli         |                             | Democrazia Sociale          |
| Giuseppe Wilfan                  | Ulisse Stanger     | Parenzo        |                             | Misto (Slavi)               |

## Modifiche intervenute

### Modifiche intervenute nella composizione dell'assemblea
| Uscente                                         | Entrante                             | Data cessazione   | Data subentro    | Gruppo (partito) subentrante | Gruppo (partito) subentrante | Causa cessazione                                                                          |
| ----------------------------------------------- | ------------------------------------ | ----------------- | ---------------- | ---------------------------- | ---------------------------- | ----------------------------------------------------------------------------------------- |
| Giovanni Amici                                  | Domenico Arcangeli                   | 30 agosto 1921    | 22 dicembre 1921 |                              | Democrazia Sociale           | Decesso (Perugia)                                                                         |
| Valentino Coda (Fascista)                       | Francesco Casaretto                  | 31 agosto 1921    | 25 novembre 1921 |                              | Liberale Democratico         | Decesso                                                                                   |
| Napoleone Colajanni (Misto, PRI)                | Nicolò Tortorici                     | 2 settembre 1921  | 1 dicembre 1921  |                              | Socialisti Riformisti        | Decesso                                                                                   |
| Giuseppe Di Vagno                               | Leone Luigi Mucci                    | 26 settembre 1921 | 25 novembre 1921 |                              | Socialista                   | Decesso                                                                                   |
| Giuseppe Bianchi                                | Alessandro Tiraboschi                | 19 dicembre 1921  | 20 dicembre 1921 |                              | Socialista                   | Decesso (Brescia)                                                                         |
| Francesco Misiano                               | Carlo Gagliazzo                      | 20 dicembre 1921  | 21 dicembre 1921 |                              | Comunista                    | Annullamento elezione (Torino)                                                            |
| Arturo Luzzatto (Democrazia Sociale)            | Giovanni Marchi                      | 20 dicembre 1921  | 21 dicembre 1921 |                              | Liberale Democratico         | Annullamento elezione                                                                     |
| Filippo Dentice di Accadia (Democrazia Sociale) | Pasquale d'Elia                      | 4 maggio 1922     | 11 maggio 1922   |                              | Socialisti Riformisti        | Decesso (Salerno)                                                                         |
| Gaetano Verdirame (Democrazia Liberale)         | Antonino Pancamo                     | 16 maggio 1922    | 18 maggio 1922   |                              | Democrazia Sociale           | Annullamento elezione (Girgenti)                                                          |
| Roberto Farinacci (Fascista)                    | Ettore Sacchi                        | 1º giugno 1922    | 6 giugno 1922    |                              | Democrazia Sociale           | Annullamento elezione (Mantova)                                                           |
| Arturo Maestri                                  | Emilio Gallavresi                    | 1º giugno 1922    | 6 giugno 1922    |                              | Socialista                   | Annullamento elezione (Brescia)                                                           |
| Egidio Gennari                                  | Arturo Caroti                        | 1º giugno 1922    | 6 giugno 1922    |                              | Comunista                    | Annullamento elezione (Firenze)                                                           |
| Emilio Morini                                   | Ezio Riboldi                         | 1º giugno 1922    | 6 giugno 1922    |                              | Socialista                   | Annullamento elezione (Milano)                                                            |
| Guido Bergamo                                   | Adriano Arcani                       | 2 giugno 1922     | 6 giugno 1922    |                              | Misto (PRI)                  | Annullamento elezione (Venezia)                                                           |
| Giuseppe Bottai                                 | Alessandro Dudan                     | 2 giugno 1922     | 6 giugno 1922    |                              | Fascista                     | Annullamento elezione (Roma)                                                              |
| Barbato Gattelli                                | Angelo Manaresi                      | 2 giugno 1922     | 24 giugno 1922   |                              | Fascista                     | Annullamento elezione (Bologna)                                                           |
| Emo Gnudi                                       | Giuseppe Bellone                     | 2 giugno 1922     | 6 giugno 1922    |                              | Comunista                    | Annullamento elezione (Novara)                                                            |
| Dino Grandi                                     | Leandro Arpinati                     | 2 giugno 1922     | 6 giugno 1922    |                              | Fascista                     | Annullamento elezione (Bologna)                                                           |
| Tiziano Tessitori                               | Matteo Selmi                         | 2 giugno 1922     | 6 giugno 1922    |                              | Popolare                     | Annullamento elezione (Udine)                                                             |
| Antonino Galfo Ruta                             | Giuseppe Pennisi di Santa Margherita | 10 giugno 1922    | 18 maggio 1923   |                              |                              | Annullamento elezione (Catania)                                                           |
| Filippo Pennavaria                              | Giuseppe Gentile                     | 10 giugno 1922    | 18 maggio 1923   |                              |                              | Annullamento elezione (Catania)                                                           |
| Antonio Teso                                    |                                      | -                 | 19 giugno 1922   |                              | -                            | Decesso (Verona)                                                                          |
| Pasquale Materi                                 | Francesco Perrone                    | 21 giugno 1922    | 24 giugno 1922   |                              | Democratico Italiano         | Annullamento elezione (Potenza)                                                           |
| Ottorino Piccinato                              | Galileo Beghi                        | 30 giugno 1922    | 7 luglio 1922    |                              | Socialista                   | Annullamento elezione (Padova)                                                            |
| Enrico Molè (Socialisti Riformisti)             | Luigi Di Francia                     | giugno 1922       |                  |                              | Agrario                      | Annullamento elezione                                                                     |
| Camillo Peano                                   | -                                    | 18 novembre 1922  |                  |                              | -                            | Dimissioni (incompatibilità con la carica di presidente della Corte dei conti)            |
| Gelasio Caetani                                 | -                                    | 18 novembre 1922  |                  |                              | -                            | Dimissioni (assunzione della carica di ambasciatore d'Italia negli Stati Uniti d'America) |
| Carlo Zilocchi                                  |                                      | 23 novembre 1922  |                  |                              | Socialista                   | Dimissioni (ritiro a vita privata)                                                        |

### Modifiche intervenute nella composizione dei gruppi

#### Socialista
- Il 7 ottobre 1922 lasciano il gruppo 63 deputati, che costituiscono il gruppo Socialista Unitario.[27]
- In seguito alla scissione del Partito Socialista Unitario dal Partito Socialista Italiano, 1 deputato della corrente dei socialisti nazionali, Umberto Bianchi, si iscrive al gruppo misto.[28]
- L'8 agosto 1923 sono espulsi dal Partito Socialista Italiano 4 deputati della corrente delle Pagine Rosse: Francesco Buffoni, Fabrizio Maffi, Ezio Riboldi, Alberto Malatesta.[29]

#### Popolare
- Tra il 16 e il 26 luglio 1923 sono espulsi dal gruppo del Partito Popolare Italiano 12 deputati della corrente dei cattolici nazionali: Stefano Cavazzoni, Leopoldo Ferri, Antonio Marino,  Francesco Mauro, Giuseppe Roberti, Agostino Signorini, Ernesto Vassallo, Giovanni Merizzi, Giulio Padulli, Paolo Mattei Gentili, Egilberto Martire, Rodolfo Grandi.[30][31]

#### Democrazia Liberale
- Il 26 novembre 1921 il gruppo confluisce nel gruppo della Democrazia.[32]
- Il 28 giugno 1922 si ricostituisce il gruppo della Democrazia Liberale.[33][34][35]

#### Democrazia Sociale
- Il 26 novembre 1921 il gruppo confluisce nel gruppo della Democrazia.[32]

#### Agrario
- Il 7 dicembre 1921 lascia il gruppo Giorgio Guglielmi, che aderisce al gruppo Misto.[36]
- L'8 dicembre 1921 lascia il gruppo Domenico Andrea Spada, che aderisce al gruppo Misto.[37]
- Il 12 febbraio 1923 il gruppo si scioglie.[38]

#### Liberali Democratici
- Il 12 marzo 1923 aderiscono gli ex agrari: Alessandro Mariotti, Pier Gaetano Venino, Gino Aldi Mai, Arturo Marescalchi, Eugenio Maury di Morancez

#### Nazionalisti
- 12 marzo 1923 il gruppo confluisce nel gruppo Fascista.

#### Democrazia
- Il 26 novembre 1921 costituiscono il gruppo 144 deputati: 79 provenienti dal gruppo della Democrazia Liberale e 65 provenienti dal gruppo della Democrazia Sociale.[32]

#### Socialista Unitario
- Il 7 ottobre 1922 costituiscono il gruppo 63 deputati provenienti dal gruppo Socialista.[27]
- Il 22 luglio 1923 è espulso dal gruppo del Partito Socialista Unitario 1 deputato della corrente dei socialisti nazionali: Enrico Ferri.[39]

#### Democratico Italiano
- Il 3 giugno 1922 costituiscono il gruppo 36 deputati: 33 del gruppo della Democrazia (Francesco Amatucci, Giovanni Amendola, Agostino Bassino, Carlo Giuseppe Bianchi, Giuseppe Buonocore, Raffele Caporali, Anselmo Ciappi, Giovanni Cuomo, Rosario Cutrufelli, Raffaele De Caro, Alberto Di Marzo, Biagio Di Pietra, Alfredo Falcioni, Andrea Finocchiaro Aprile, Silvestro Graziano, Vincenzo Janfolla, Alessandro Marracino, Clemente Mauro, Basile Mazzarella, Vincenzo Mendaia, Federico Mininni, Ferdinando Palma, Giuseppe Paratore, Luigi Pascale, Francesco Perrone, Angelo Pezzullo, Enrico Presutti, Baldassarre Squitti, Domenico Tinozzi, Francesco Vairo, Ferdinando Veneziale, Francesco Visco, Achille Visocchi); 3 del gruppo Misto (Giovanni Baviera, Francesco Saverio Nitti, Domenico Andrea Spada).[40][41]

## Organizzazione interna ai gruppi
I dati sono riferiti al 7 luglio 1922.
| Gruppo              | Presidente           | Vicepresidente            | Segretario          |
| ------------------- | -------------------- | ------------------------- | ------------------- |
| Socialista          | Costantino Lazzari   | Gregorio Agnini           | Felice Assennato    |
| Popolare            | Alcide De Gasperi    | Giovanni Maria Longinotti | Stefano Cavazzoni   |
| Democrazia Liberale | Giambattista Miliani | Enrico Carboni Boj        | Ignazio La Russa    |
| Democrazia Sociale  | Ettore Sacchi        | Luigi Gasparotto          | Pasquale Vittoria   |
| Democrazia          | Francesco Cocco-Ortu | Mario Cermenati           | Spartaco Fazzari    |
| Fascista            | Benito Mussolini     | Cesare Maria De Vecchi    | Costanzo Ciano      |
| Agrario             | Attilio Fontana      | Arturo Marsecalchi        | Alessandro Guaccero |